# Правила Юм-Ротері
Пра́вила Юм-Ро́тері (англ. Hume-Rothery rules) — сукупність основних правил, що визначають здатність хімічного елемента розчинятись у металі з утворенням твердого розчину. 

## Загальна характеристика
Є дві групи формулювань цих правил, що визначають можливість утворення твердих розчинів заміщення і проникнення. Правила названо на честь англійського металознавця Вільяма Юм-Ротері, що їх сформулював.

## Правила для твердих розчинів заміщення
Для твердих розчинів заміщення правила Юм-Ротері формулюються так:
1. Розчинність є можливою, якщо кристалічні ґратки розчиненого елемента і розчинника є однаковими.
2. Утворення твердого розчину можливе якщо атомні радіуси розчиненого елемента ({\displaystyle r_{\mathrm {s} }}) і розчинника ({\displaystyle r_{\mathrm {r} })} різняться не більше, ніж на 15 %:
{\displaystyle M=\left({\frac {r_{\mathrm {s} }-r_{\mathrm {r} }}{r_{\mathrm {r} }}}\right)\cdot 100\%\leqslant 15\%,}
3. Максимальна розчинність досягається, якщо елемент, який розчиняється і розчинник мають однакову валентність, причому метали з меншою валентністю краще розчиняють метали з більшою валентністю ніж навпаки.
4. Розчинений елемент і розчинник мають мати близьку електронегативність (різниця не має перевищувати 0,2…0,4), у протилежному випадку елементи, що розглядаються замість твердих розчинів схильні до утворення інтерметалічних сполук.

## Правила для твердих розчинів проникнення
Для твердих розчинів проникнення правила Юм-Ротері такі:
1. Атом розчиненого елемента має мати атомний радіус ({\displaystyle r_{\mathrm {s} }}) менший, ніж розмір пустот (вакансій) у кристалічній ґратці розчинника, але бути більшим за розмір найменшої з можливих пор, тобто має виконуватись правило Геґґа (англ. Hägg's rule):
{\displaystyle 0,25\cdot {r_{\mathrm {r} }}\leq {r_{\mathrm {s} }}\leq 0,59\cdot {r_{\mathrm {r} }}}
2. Розчинений елемент і розчинник мають мати близьку електронегативність.